# Karmeliterkloster (Frankfurt am Main)

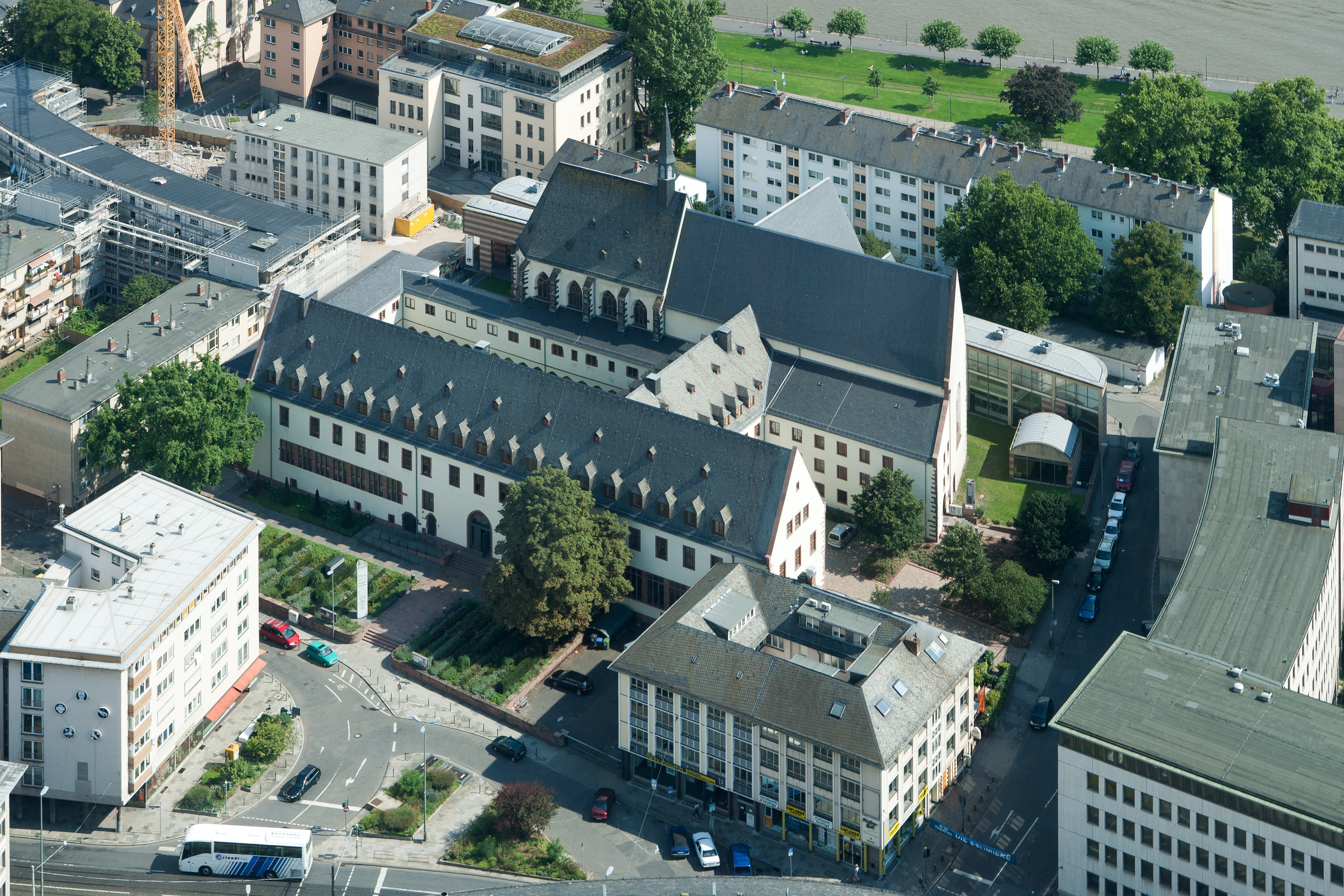
Gesamtanlage vom Commerzbank Tower, August 2010

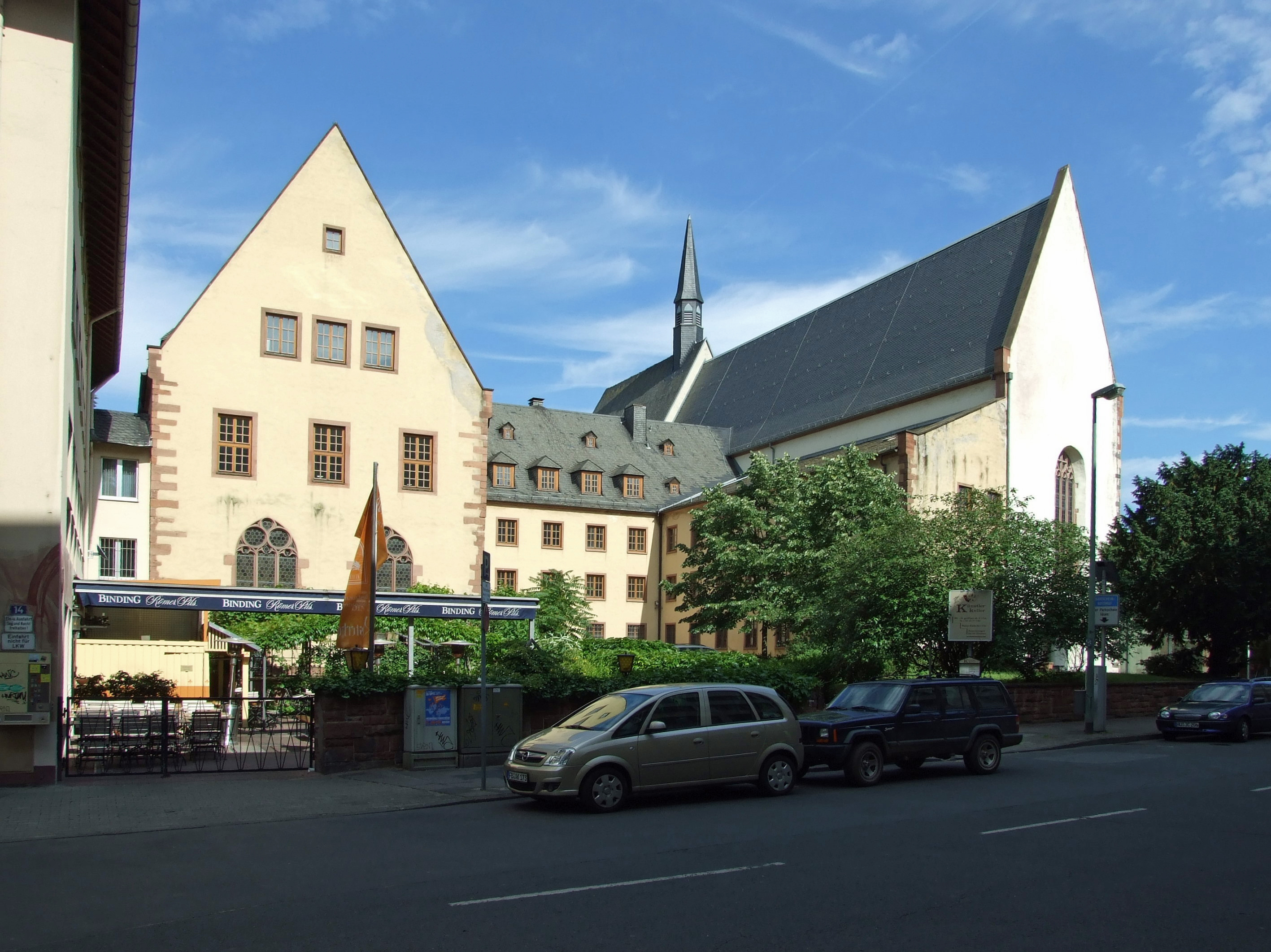
Westseite an der Seckbächer Gasse, Mai 2007

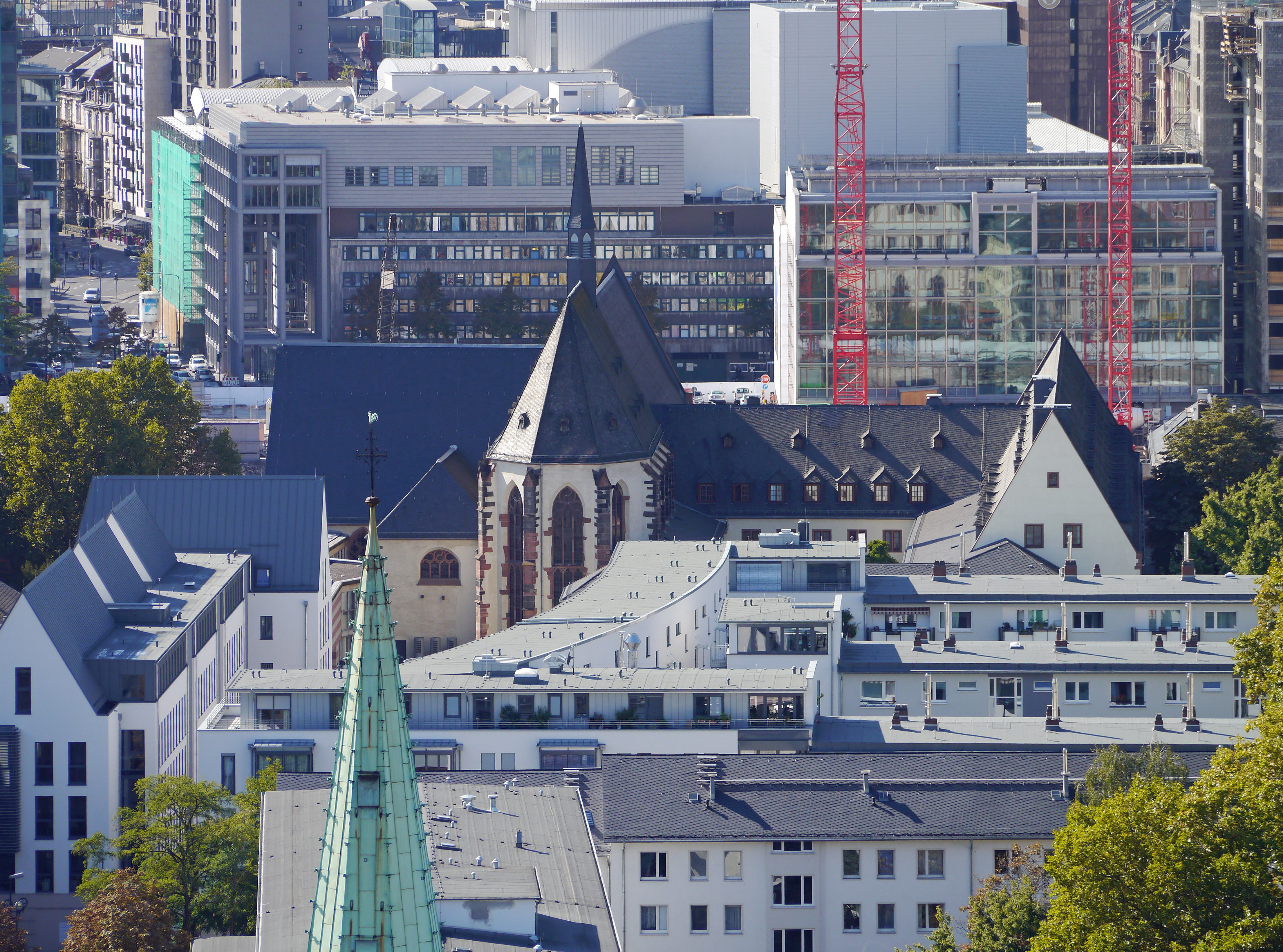
Ansicht vom Dom (Ostseite) aus

Das Karmeliterkloster in Frankfurt am Main ist Sitz des Institut für Stadtgeschichte und des Archäologischen Museums. Von 1246 bis 1803 war es ein Kloster des Karmeliterordens.

## Geschichte

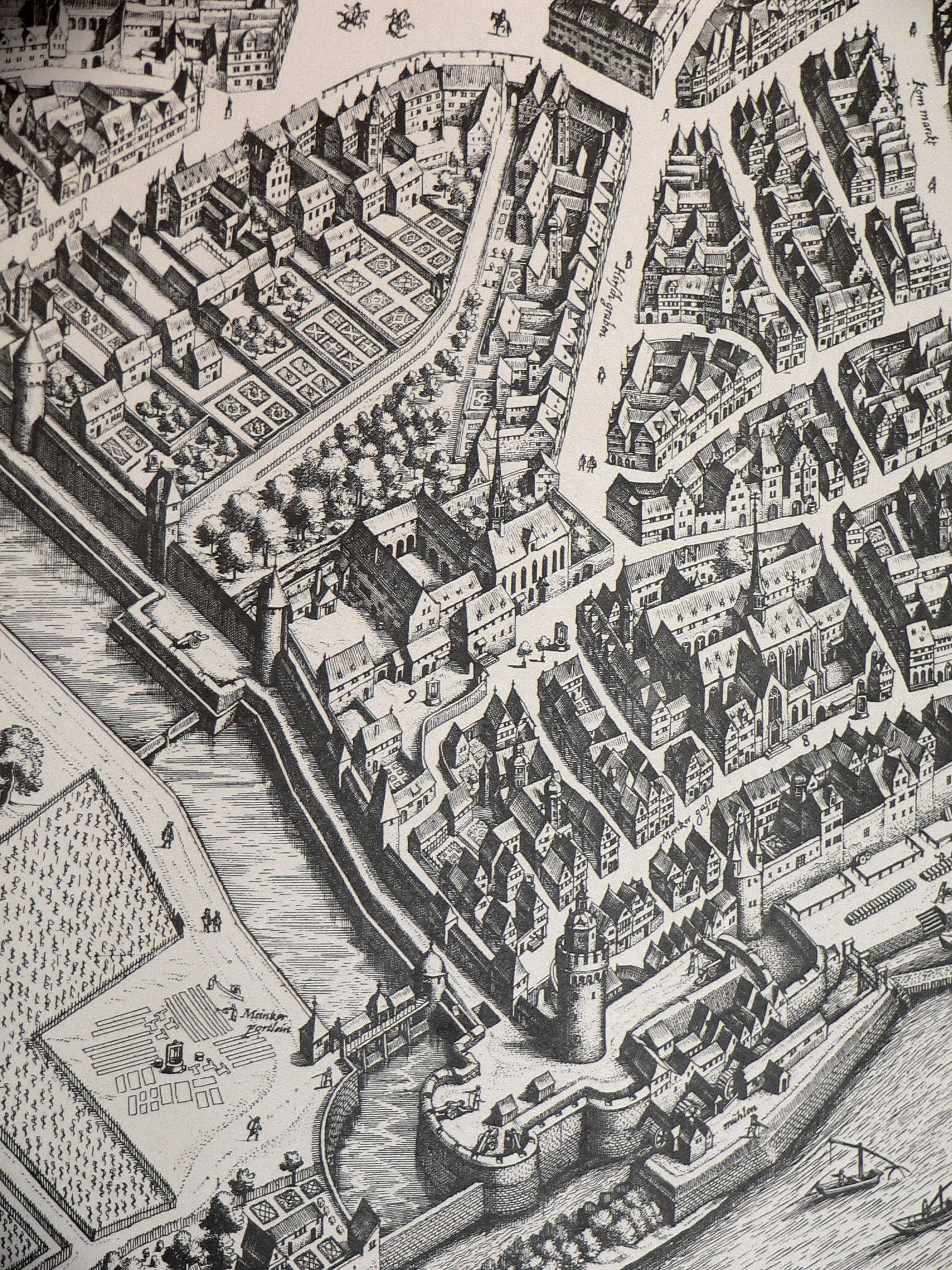
Karmeliterkloster (unten) und Weißfrauenkloster (oben) auf dem Merian-Stich 1628

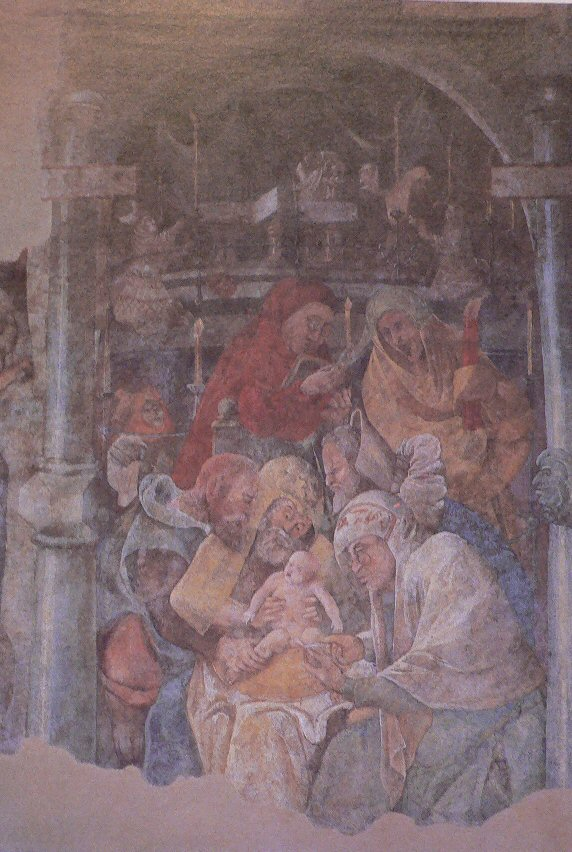
Die Beschneidung Christi – Fresko von Jörg Ratgeb im Kreuzgang des Karmeliterklosters

1246 gründeten Karmeliter aus Köln eine Niederlassung in Frankfurt. Das Kloster zog rasch Stiftungen Frankfurter Patrizier an sich, die sich in fünf sogenannten Bruderschaften zusammenschlossen. Mit ihrer Hilfe konnte die Klosterkirche St. Maria gebaut werden. Das Kloster war einer der größten Baukomplexe in der Frankfurter Altstadt. Bis 1270 entstand zunächst das Langhaus, das bis 1290 durch einen Chor erweitert wurde. Ab 1300 baute man das Querhaus. Südwestlich des Chores lag der erste Kreuzgang des Klosters zwischen der schmalen Ankergasse und der Mainzer Gasse.
Ab 1424 wurde die Kirche im spätgotischen Stil ausgebaut, vermutlich unter Leitung von Madern Gerthener. Zunächst wurde der Chor erhöht, ab 1478 das Langschiff und um 1500 das Querschiff. Um 1494 entstand zudem südlich des Chores die Annenkapelle. Ein großer Teil des Kirchenneubaues, insbesondere der Chor, entstand unter Prior Petrus Spitznagel, der 1431–1443 amtierte und später Weihbischof in Speyer wurde. Auf dem Reichstag zu Frankfurt, wo die Wahl Maximilian I. zum deutschen König stattfand, starb am 23. Februar 1486 der Augsburger Bischof Johann II. von Werdenberg. Er wurde in den Augsburger Dom überführt, sein Tumba-Grabmal ist dort erhalten. Herz und Eingeweide bestattete man im Chor der hiesigen Karmeliterkirche.
1460 bis 1520 wurden die Räumlichkeiten des Klosters nördlich der Kirche an der Münzgasse erneuert: Es entstanden ein neuer Kreuzgang, das Dormitorium, der Kapitelsaal und das Refektorium. Im Refektorium und im Kreuzgang erschuf Jörg Ratgeb von 1513 bis 1523 die größten Wandmalereien nördlich der Alpen. Das Kloster erlebte damals seine Blütezeit, unter anderem durch die Stiftungen von Claus Stalburg dem Reichen. Er wurde 1524 in der Kirche beigesetzt.
Nach der Reformation blieb das Kloster eine katholische Enklave in der lutherisch gewordenen Stadt und verlor rasch an Bedeutung. Durch ein kaiserliches Privileg war das Kloster von 1531 bis 1595 dem Zugriff der städtischen Obrigkeit entzogen. Obwohl diese Freistellungsklausel nur für Mönche galt, nahm das Kloster auch andere Logiergäste auf. Speziell Buchhändler nutzten dieses Quartier gern, denn hier konnten die Behörden nicht nach verbotenen Büchern fahnden. Von 1590 bis 1591 wohnte Giordano Bruno im Kloster, weil der Senat die Unterkunft bei seinem Verleger Johann Wechel nicht genehmigt hatte.
1803 wurde das Kloster säkularisiert. Seine umfangreichen Besitztümer fielen an die Stadt, als Ersatz für die an Nassau-Usingen verlorenen Rechte an den Dörfern Sulzbach und Soden. Die 1803 in den Besitz der Stadt überführten Handschriften und Drucke der Klosterbibliothek wurden 20 Jahre später mit den Beständen der städtischen Bibliothek vereinigt.
Im 19. Jahrhundert diente die aufgelassene Kirche zunächst als Warenlager für unter Zollverschluss liegende Güter, vor allem Kaffee und Tabak. Südlich des Klosters hatte Stadtbaumeister Johann Friedrich Christian Hess zwischen Mainzer Gasse und Mainkai 1838 ein neues Zollgebäude errichtet.
Die Klosterräume dienten ab 1803 als Kaserne, zunächst für das Frankfurter Linienbataillon, von 1866 bis zum Bau der Gutleutkaserne 1877 für das Infanterieregiment Nr. 81, die damaligen Frankfurter Garnison. In der am Kloster entlang führenden schmalen „Ankergasse“ siedelten sich nach 1870 mit stillschweigender Duldung der Behörden zahlreiche Bordelle an. Im Dormitorium und im Prioratbau an der Münzgasse wurde 1873 die erste Feuerwache der neu gegründeten Frankfurter Berufsfeuerwehr eingerichtet.
Aufgrund der profanen Nutzung gerieten die Klostergebäude allmählich in immer schlechteren Zustand. Im 20. Jahrhundert wurde das Kloster als Bühnenhaus der Städtischen Bühnen genutzt. Erst nach dem Ersten Weltkrieg setzte eine Wende zum Besseren ein. 1922 wurden die Bordellbetriebe aufgehoben. In den Klostergebäuden entstand eine Wohnanlage für Künstler. Die wertvollen Wandgemälde und das Refektorium wurden wiederhergestellt. 1936 wurde die Klosterkirche vorbildlich saniert. Im Sommer fanden im Kreuzgang Konzerte und Theateraufführungen statt.
Am 22. März 1944 wurden die Anlagen des Klosters durch Bombenangriffe weitgehend zerstört. 1950 erhielt die ausgebrannte Ruine der Kirche ein Notdach. Die sommerlichen Freilichtaufführungen der Städtischen Bühnen wurden mit großem Erfolg wieder aufgenommen, bis Ende der 1950er Jahre der zunehmende Verkehrslärm, insbesondere auch durch den Flugverkehr, keine Aufführungen mehr erlaubte. Der Nordtrakt des Klosters mit dem Kreuzgang wurde 1955 bis 1957 wiederhergestellt. Seitdem hat das Kabarett Die Schmiere seine Spielstätte im Gewölbekeller des Klosters. 1958 wurde das Karmeliterkloster Sitz des Stadtarchivs (heute Institut für Stadtgeschichte).
Erst in den 1980er Jahren wurde die Klosterkirche in vereinfachter Form (ohne das gotische Kreuzrippengewölbe) wiederaufgebaut und in den Neubau des Museums für Vor- und Frühgeschichte integriert. 1995 erhielt sie einen Dachreiter mit vier kleinen Glocken. Damit war auch das 1954 konzipierte Frankfurter Stadtgeläute vollendet.

## Archäologisches Museum

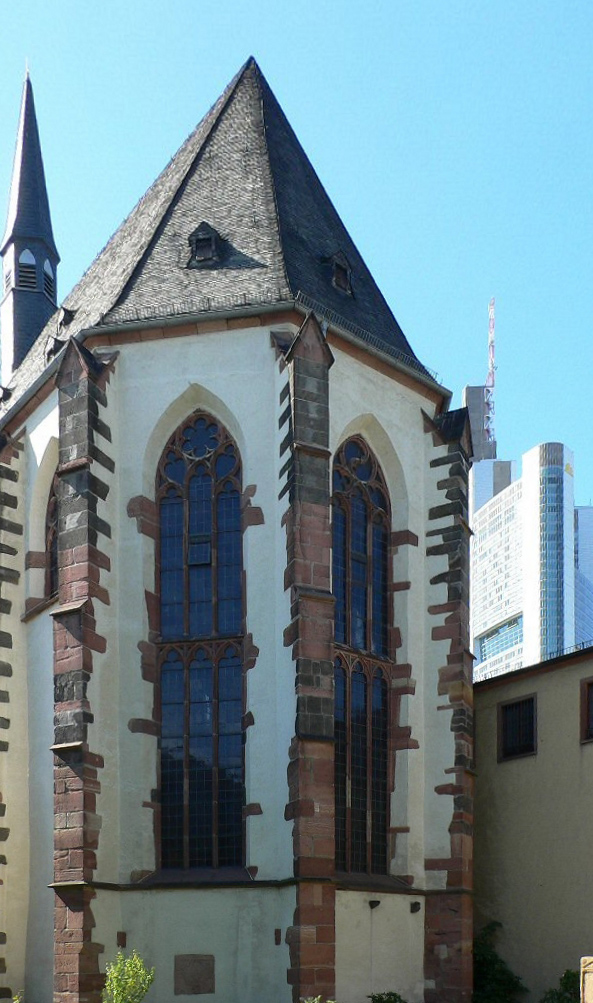
Der spätgotische Chor der Karmeliterkirche

1984 bis 1988 schuf der Architekt Josef Kleihues einen Neubau südlich der Klosterkirche. Der Neubau und die Klosterkirche beherbergen seitdem die Sammlungen des Museums für Vor- und Frühgeschichte (heute Archäologisches Museum).
Das Archäologische Museum umfasst Sammlungen zu folgenden Themen:
- Im Querschiff der Karmeliterkirche werden vorgeschichtliche Funde aus Frankfurt und Umgebung präsentiert. Die Exponate umfassen den Zeitraum von der Altsteinzeit bis zur frühen Eisenzeit.
- Der Neubau beherbergt eine Ausstellung Vorderer Orient mit altiranischen Funden.
- In der Antikensammlung (ebenfalls im Neubau) finden sich Kleinkunst und Gebrauchsgegenstände aus der klassischen Antike von der mykenischen Zeit (14. bis 12. Jahrhundert v. Chr.) bis zur Frühzeit der römischen Republik (5. Jahrhundert v. Chr.).
- Im Langhaus der Karmeliterkirche wird die römische Vorgeschichte Frankfurts, insbesondere die Römerstadt Nida dargestellt.
- Das frühe Mittelalter bis zur Karolingerzeit ist Thema der Ausstellung in der Annenkapelle.

## Institut für Stadtgeschichte
Seit 1959 beherbergt das Karmeliterkloster das Institut für Stadtgeschichte, das frühere Frankfurter Stadtarchiv. 1436 legte die Stadt erstmals ein Archiv an, das im Haus „Frauenrode“, einem Gebäude des Frankfurter Rathauskomplexes seinen Platz hatte. Seit 1614 war das Stadtarchiv ein eigenes Amt mit eigenem Personal. Im 19. Jahrhundert erfuhren die Bestände großen Zuwachs, zum einen durch die Akten der 1803 säkularisierten Stifte und Klöster, zum anderen durch die Frankfurt betreffenden Unterlagen des Reichskammergerichtes und des Oberappellationsgerichtes der vier freien Städte. 1878 wurde die von Dombaumeister Franz Josef Denzinger im neugotischen Stil neu errichtete Stadtwaage am „Weckmarkt“ südlich des Doms Hauptsitz des Stadtarchivs (bis 1944).
Im Zweiten Weltkrieg begann man erst 1942 mit der Auslagerung der wertvollen historischen Bestände. Deshalb fielen wesentliche Akten, vor allem der wertvollen Altbestände, den Bombenangriffen des Jahres 1944 zum Opfer. Nach dem Krieg hatte das Stadtarchiv zunächst mehrere provisorische Standorte, bevor es seinen endgültigen Platz im Karmeliterkloster fand.

### Ausstellung „Die Kaisermacher“
Zum 650-jährigen Jubiläum der Goldenen Bulle fand vom 30. September 2006 bis 14. Januar 2007 die von vier Frankfurter Museen gemeinsam organisierte Ausstellung Die Kaisermacher statt. Dabei zeigte das Institut für Stadtgeschichte im Refektorium des Karmeliterklosters Dokumente zur Geschichte der Goldenen Bulle. Erstmals seit langer Zeit war das normalerweise in einem Tresor aufbewahrte Frankfurter Original, das sogenannte „Reichsexemplar“, während dieser Zeit wieder für die Öffentlichkeit zugänglich.
Im Kreuzgang des Klosters war eine Ausstellung zu verschiedenen Etappen der Verfassungsgeschichte vom Mittelalter bis zur aktuellen Diskussion über die Europäische Verfassung zu sehen.

## Architektur und Kunst

### Karmeliterkirche

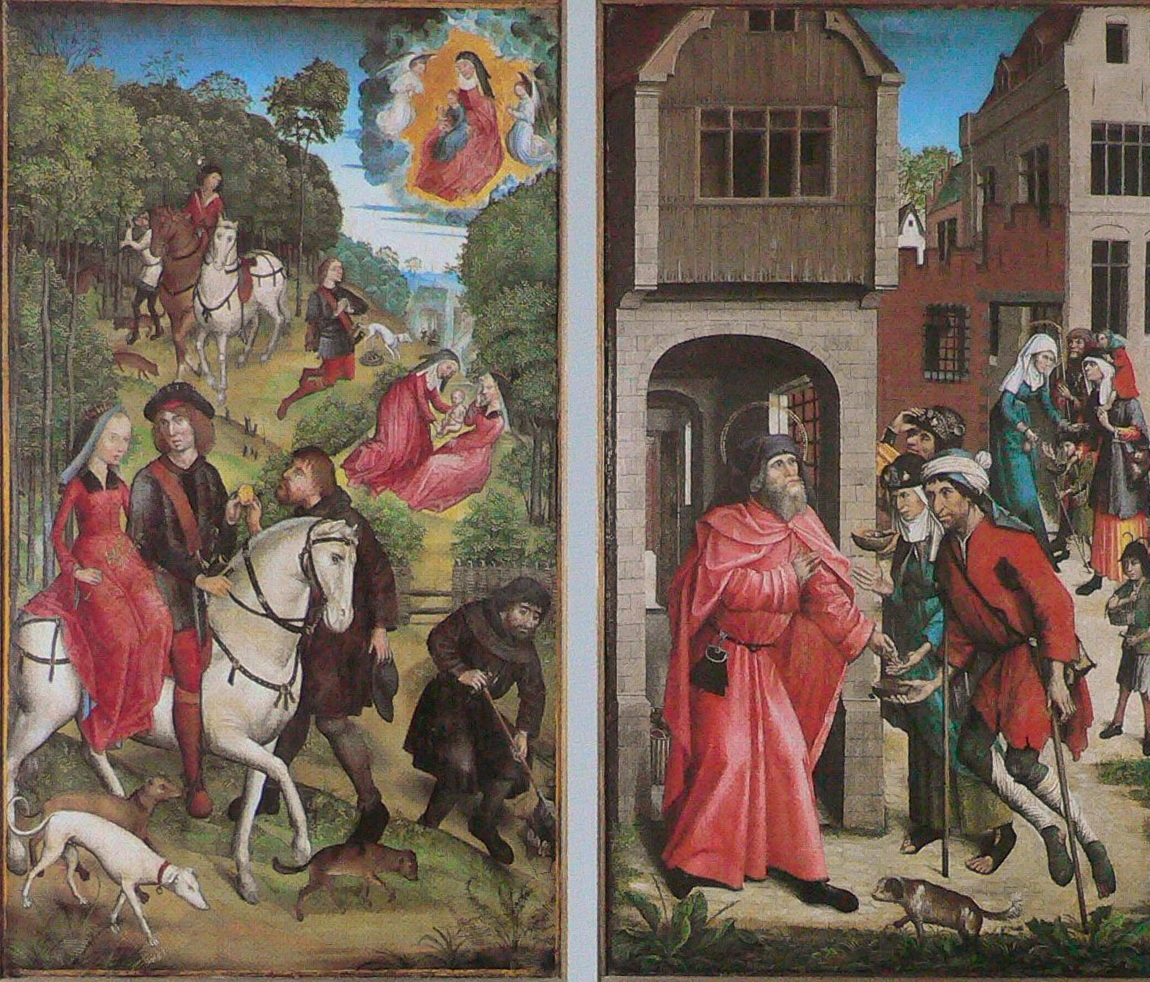
Der Annenaltar (heute im Historischen Museum)

Die Karmeliterkirche ist eine spätgotische Hallenkirche, deren letzte Bauabschnitte erst um 1500 ausgeführt wurden. Es ist damit einer der letzten Kirchenbauten in Frankfurt vor der Reformation, lediglich am Pfarrturm des Doms wurde noch später gebaut. Bemerkenswert ist das Querhaus, von dem nur der südliche Arm ausgeführt werden konnte, da sich nördlich der Kirche der Kreuzgang befand.
Ein bedeutendes Kunstwerk der Karmeliterkirche war der Annenaltar. Er wurde Ende des 15. Jahrhunderts durch einen unbekannten niederländischen Künstler im Auftrag der Annenbruderschaft gemalt. Das Altarbild befindet sich heute im Historischen Museum.
Anstelle der im Zweiten Weltkrieg verloren gegangenen Glocke erhielt die ehemalige Karmeliterklosterkirche erst 1995 ein neues Geläut aus vier Glocken. Damit wurde nach über vier Jahrzehnten die Melodie des Frankfurter Stadtgeläutes vollendet, die 1954 vom Mainzer Glockensachverständigen Paul Smets komponiert wurde, allerdings eine Oktave höher als geplant. Gegossen von der Gießerei Rincker in Sinn, die das Stadtgeläute mitgeplant hatte, bilden die vier zusammen „nur“ 141 kg wiegenden Glocken mit ihrer dreigestrichenen Tonlage die akustischen Spitzen des Frankfurter Stadtgeläutes.
Da die Stadt mit der Finanzierung Schwierigkeiten hatte – es ging gerade einmal um einen fünfstelligen Betrag – wurden die Glocken gestiftet: zwei von einzelnen Frankfurter Bürgern, die anderen beiden im Zuge einer allgemeinen Spendenaktion.
| Nr. | Name              | Nominal (16tel) | Gewicht (kg) | Durchmesser (mm) | Inschrift |
| 1   | Karmeliterglocke  | c3 +3           | 53           | 425              | Karmeliterglocke heiße ich. Karl Andrassy gab mich. Rincker in Sinn goß mich 1995 |
| 2   | Weißfrauenglocke  | d3 +3           | 42           | 388              | O maria magdalena dulcis dei philomela MCCCLXXIX („O Maria Magdalena, süße Nachtigall Gottes 1479“). 1479 Martin Moller goß mich. 1875 verbrannte ich. 1995 Walter Pinger gab mich neu. |
| 3   | Heiliggeistglocke | f3 +3           | 26           | 328              | Veni sancte spiritus reple tuorum corda fidelium 1723. 1972. 1995. („Komm Heiliger Geist, erfülle die Herzen deiner Gläubigen“.) |
| 4   | Gemperlin         | g3 +3           | 20           | 299              | Gemperlin nominata sum eque sororibus una. Quae paschales cantant voce quaterna. Urbi cives largi dono nosque dederunt. 1954 Frankfurter Großes Stadtgeläute. 1995 („Gemperlin bin ich genannt und bin eine der Schwestern, die das Osterlob vierstimmig singen. Der Stadt schenkten uns freigebige Bürger“.) |

### Klostergebäude
Zu den bedeutenden Kunstwerken des Klosters gehören die Wandgemälde von Jörg Ratgeb, gemalt mit Kasein-Tempera-Farben (al secco). Den Kreuzgang stattete er zwischen 1515 und 1520 mit etwa 40 Szenen der christlichen Heilsgeschichte aus – von der Erschaffung der Welt über Geburt und Tod Jesu Christi bis zum Weltgericht am Ende der Zeit. Der Zyklus erstreckte sich über eine Länge von 150 Metern auf 540 Quadratmeter Fläche. Davon ist heute nur noch der geringere Teil durch Restauration erhalten.
Nach dem Kreuzgang malte Ratgeb auch das Refektorium aus. Auf einer Fläche von 114 Quadratmeter stellte er die Geschichte des Karmeliterordens (Verfolgung und Errettung) sowie die der alttestamentlichen Propheten Elija und dessen Schüler Elischa dar.
Zuletzt wurden die noch immer eindrucksvollen Wandbilder in Kreuzgang und Refektorium 1980–1986 umfassend und kostspielig restauriert.

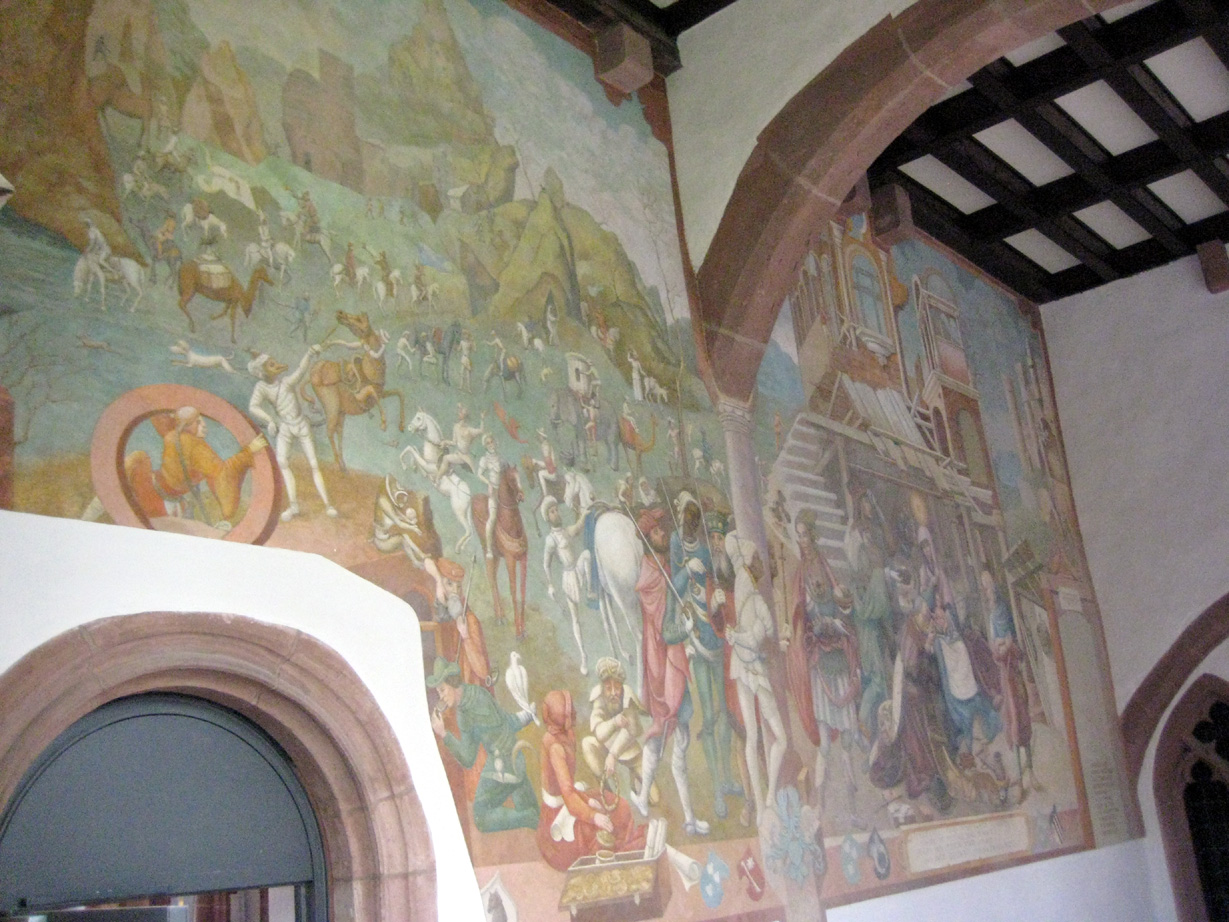
Jörg Ratgeb: Anbetung der Könige, 1515, Kreuzgang/Südwand
Wunder des Jesuskindes im Tempel von Sotinen nach Pseudo-Matthäus, Kapitel 22-24
Beginn der Wirksamkeit Jesu: Abschied von den Eltern, Taufe, Versuchung und Verklärung
Geißelung Jesu nach Johannes 19,1-3 EU
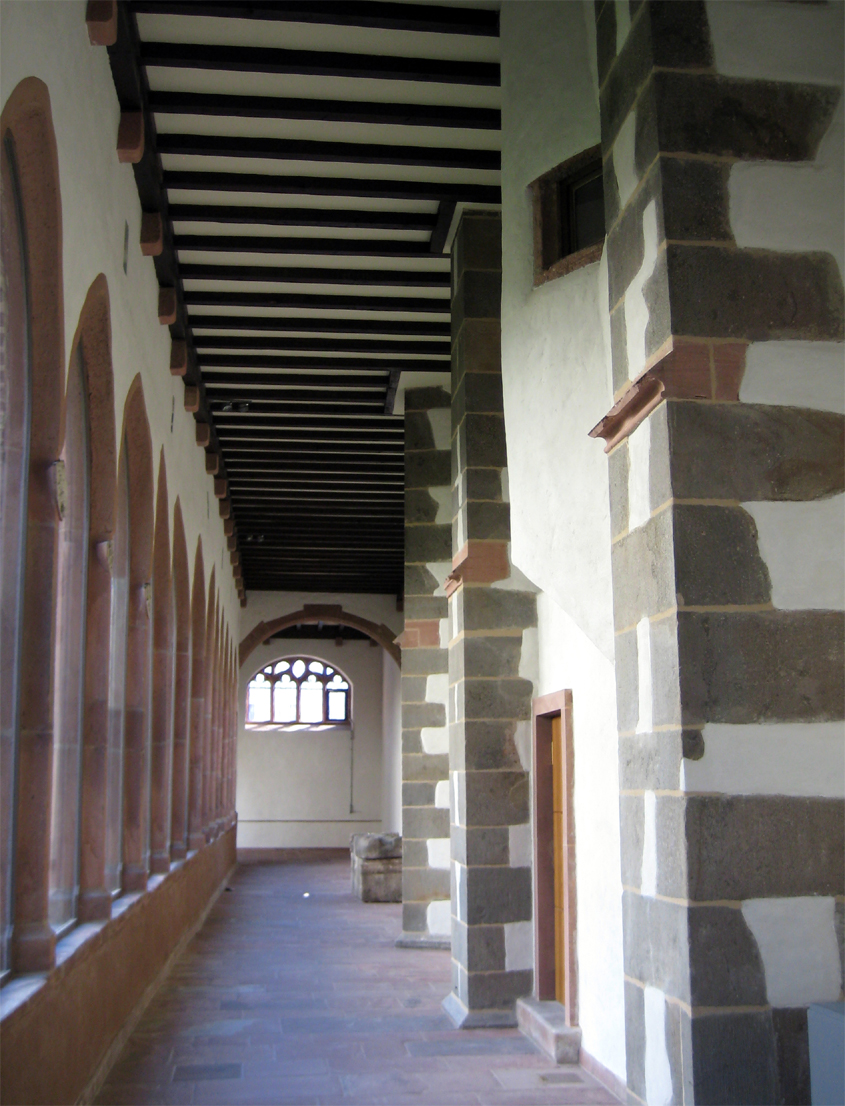
Kreuzgang, Südseite, Blick gen Osten
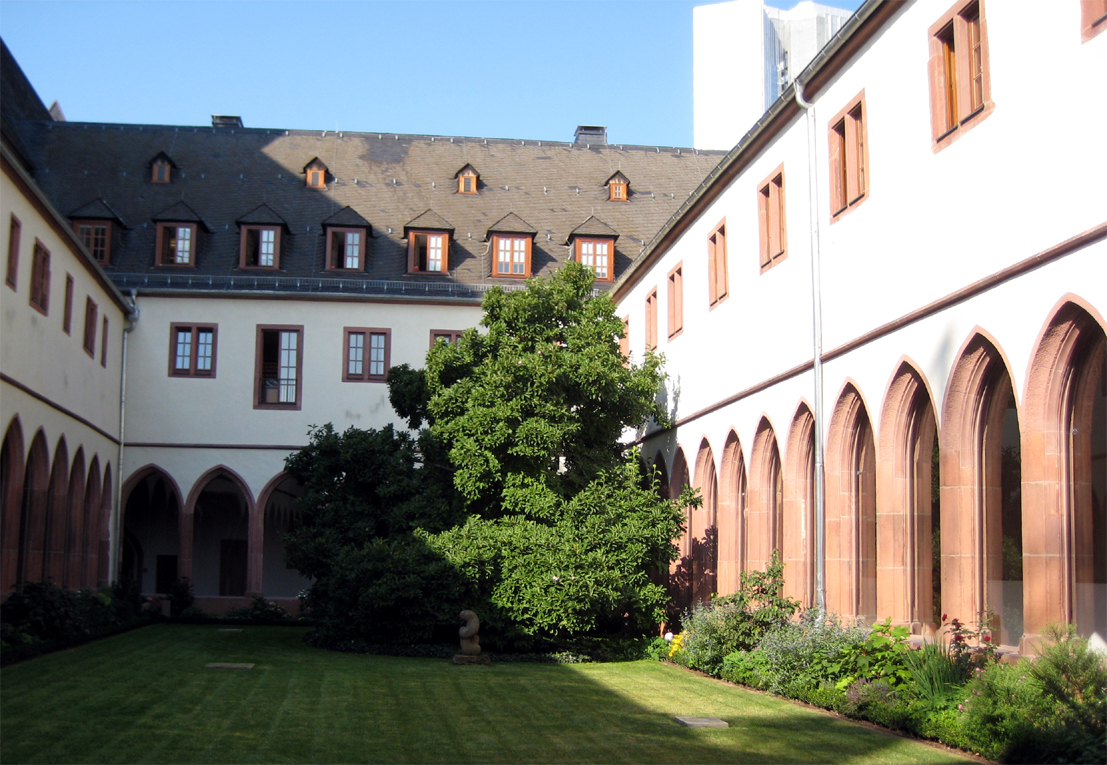
Hof im Kreuzgang mit ehemaligem Konventgebäude
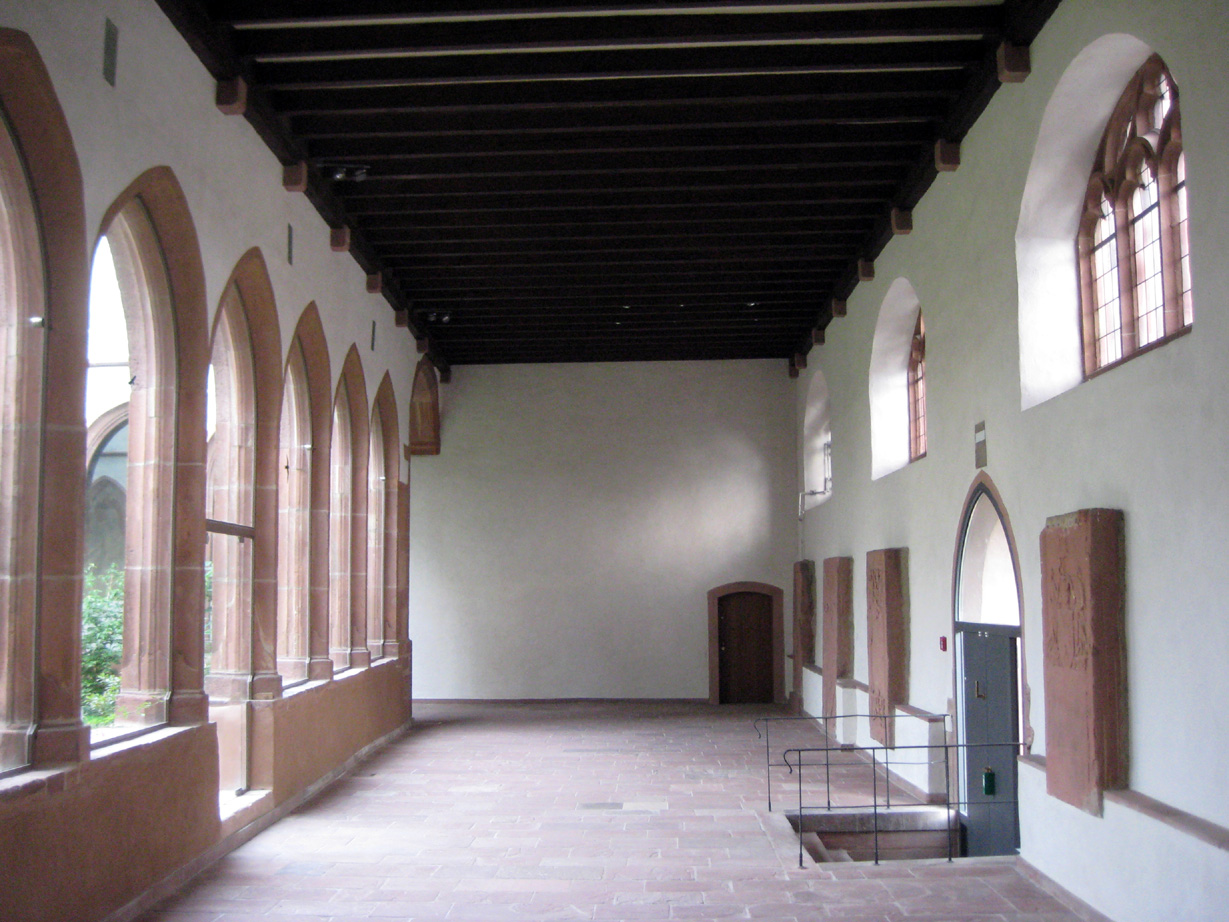
Kreuzgang, Ostseite
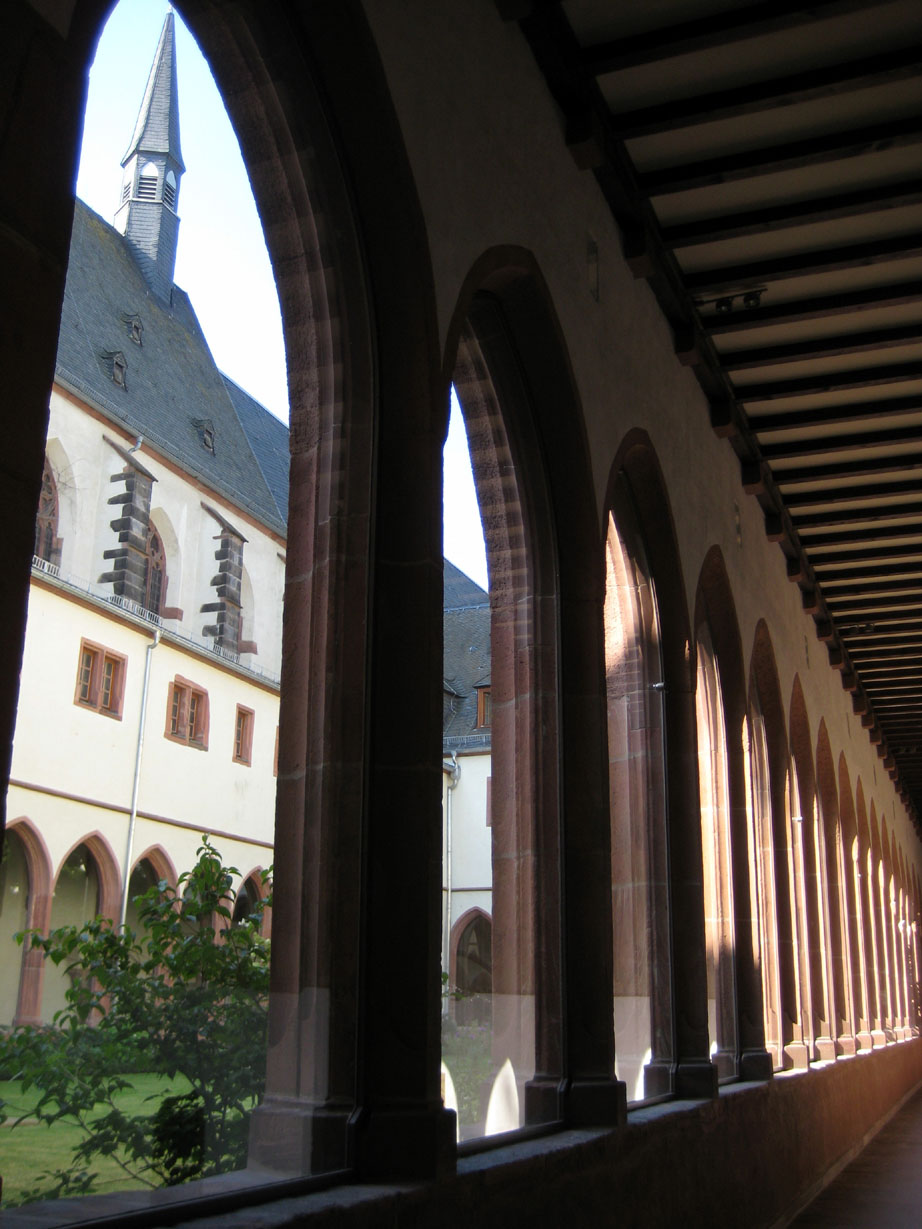
Blick vom Kreuzgang nach Südwesten zur Klosterkirche

## Klosterkonzerte
Das Institut für Stadtgeschichte veranstaltet in Kooperation mit einer Konzertagentur seit 1998 die Konzertreihe „Klosterkonzerte“ im Kreuzgang und dem Refektorium der mittelalterliche Klosteranlage. Auf historischen Instrumenten werden Musikprogramme aus Mittelalter, Renaissance, Barock und Klassik gespielt. Die Konzerte finden einmal im Monat jeweils sonntags um 17 Uhr von Mai bis Oktober statt.

## Besonderheiten
Im Keller des Karmeliterklosters spielt seit 1959 das von Rudolf Rolfs gegründete Kabarett Die Schmiere – Das schlechteste Theater der Welt. Der Künstlerkeller ist ein bekannter Treffpunkt von Frankfurter Künstlern und Theaterbesuchern.
Bei der Säkularisation kam die Stadt Frankfurt auch in den Besitz der Weinberge des Klosters in Hochheim am Main. Daraus entstand das Weingut der Stadt Frankfurt am Main, mit 25 ha Rebfläche eines der größten Weingüter des Rheingaus. Bis 1994 bewirtschaftete die Stadt das Gut selbst, seitdem ist es an den Winzer Armin Rupp in Hochheim verpachtet.